# ミカエル・シェレル
ミカエル・シェレル（Mickaël Cherel、1986年3月17日 - ）は、フランス、サン・ティレール・デュ・アルクエ出身の自転車競技（ロードレース）選手。2011年からAG2R・ラ・モンディアルに所属。

## 来歴

### アマチュア時代
12歳で自転車競技を始め、その後ヴェロクラブ・サンティレリアンに加入。
2003年、17歳の時にフランス選手権ロードレースのジュニアチャンピオンに輝く。その後、コート・ダルモール・メトール・ジャックやUC・ナント・アトランティックに所属。
2006年8月、ラ・フランセーズ・デ・ジューの研修生になる。グランプリ・ド・フルミーに出場し、33位で完走。

### 2007-2010：フランセーズ・デ・ジュー
2007年6月、ラ・フランセーズ・デ・ジューとプロ契約。オランダ・フード・ヴァリー・クラシックでプロデビュー。ツール・ド・ポローニュではスプリンターに混じり、スプリントにも参加した。
2008年、パリ〜ニース第2ステージでは逃げに入った。ジロ・デ・イタリアに初出場し、第19ステージでリタイア。
2009年、ツアー・ダウンアンダーで総合10位に入る。ブエルタ・ア・エスパーニャに初出場し、第18ステージでは6位に入り、総合25位で完走。
2010年、パリ～コレーズで総合5位に入る。8月に、AG2R・ラ・モンディアルと2011年の契約を結ぶ。

### 2011-：AG2R
2011年、AG2R・ラ・モンディアルに移籍してすぐに結果を出す。ツール・ド・ロマンディ第3ステージでは、集団スプリントでアレクサンドル・ヴィノクロフに続き2位。ポリノルマンドで5位、ツール・デュ・リムザンでは総合9位に入った。
2012年、シーズン初レースのグランプリ・ドゥヴェルテュール・ラ・マルセイエーズで8位。ボルタ・ア・カタルーニャ第3ステージでは3位に入り、総合リーダーになるはずだったが悪天候の為、完走者をすべて同タイム扱いとしたため総合リーダーにはならなかった。ツール・ド・フランスに初出場。第20ステージでは残り3kmを切ってからダニーロ・ホンドと落車して骨折したが救済措置を受けて集団と同タイム扱いでゴールした。最終の総合成績は62位。
2016年、9月にプリュムレックで行われたヨーロッパ選手権にフランス代表として出場。

## 主な成績
- 2003年
  -  フランス選手権・ロードレース ジュニア 優勝
  - Grand Prix Général Patton 総合優勝
  - 世界選手権・ロードレース ジュニア 8位

- 2004年
  - Trophée Centre Morbihan 総合優勝 区間2勝（第1、2）
  - Trophée Louison-Bobet 2位

- 2005年
  - リエージュ〜バストーニュ〜リエージュ エスポワール 10位

- 2006年
  - Manche-Océan 優勝
  - Route bretonne 3位
  - グランプリ・ド・フージェール 3位

- 2007年
  - グランプリ・U 優勝
  - Circuit de la vallée de la Loire 3位

- 2008年
  - ラ・トロピカル・アミサ・ボンゴ 総合10位
  - パリ〜コレーズ 総合10位

- 2009年
  - ツアー・ダウンアンダー 総合10位

- 2010年
  - パリ〜コレーズ 総合5位

- 2011年
  - ポリノルマンド 5位
  - ツール・デュ・リムザン 総合9位

- 2012年
  - グランプリ・ドゥヴェルテュール・ラ・マルセイエーズ 8位

- 2013年
  - ポリノルマンド 5位
  - コッパ・サバティーニ 8位

- 2014年
  - ツール・デュ・オー・ヴァル 総合6位
  - ラ・ドローム・クラシック 6位
  - ブークル・ド・ロルヌ 8位
  - ツアー・オブ・北京 総合10位

- 2016年
  - ツール・メディテラネアン 総合4位
  - ツール・デュ・オー・ヴァル 総合6位

- 2017年
  - グランプリ・ドゥヴェルテュール・ラ・マルセイエーズ 7位

### グランツール

#### ジロ・デ・イタリア
- 2008年：リタイア（第19ステージ）
- 2011年：総合62位
- 2018年：リタイア（第19ステージ）

#### ツール・ド・フランス
- 2012年：総合62位
- 2014年：総合59位
- 2015年：総合18位
- 2016年：総合57位

#### ブエルタ・ア・エスパーニャ
- 2009年：総合25位
- 2010年：総合62位
- 2013年：総合56位
- 2015年：総合51位